# Sistema ZW de determinação do sexo
Em biologia do desenvolvimento e genética, o sistema ZW de determinação do sexo é o sistema que determina o sexo de aves, alguns peixes, répteis (como o dragão-de-komodo) e insetos (incluindo borboletas e traças). 
Em animais, os cromossomos são encontrados nas células em pares, e por isso são chamados de diploides. O sexo e os traços sexuais secundários dos animais são determinado, simplificadamente, pelo conjunto de pares de cromossomos sexuais, cada um transmitido de um dos progenitores através dos gametas. No sistema ZW, o gameta feminino (isto é, o óvulo) que determina o sexo da descendência. Isto ocorre porque o óvulo pode carregar um cromossomo Z ou W, enquanto o gameta masculino (espermatozoide) pode carregar apenas o cromossomo Z. Este sistema contrasta com o sistema XY e o sistema X0, nos quais o gameta masculino determina o sexo da descendência, pois pode carregar um cromossomo X ou Y.